# マルメゾン城

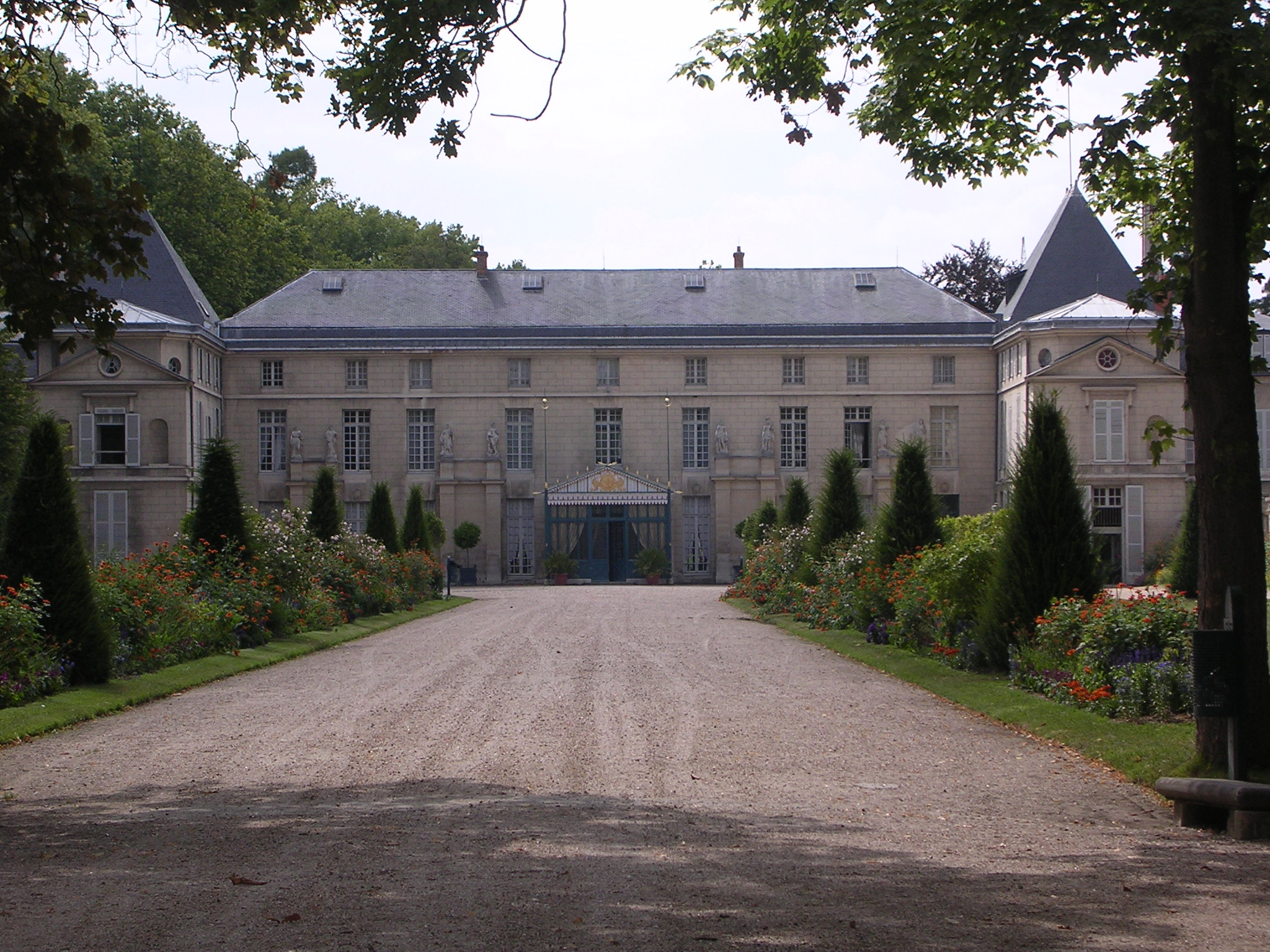
マルメゾン

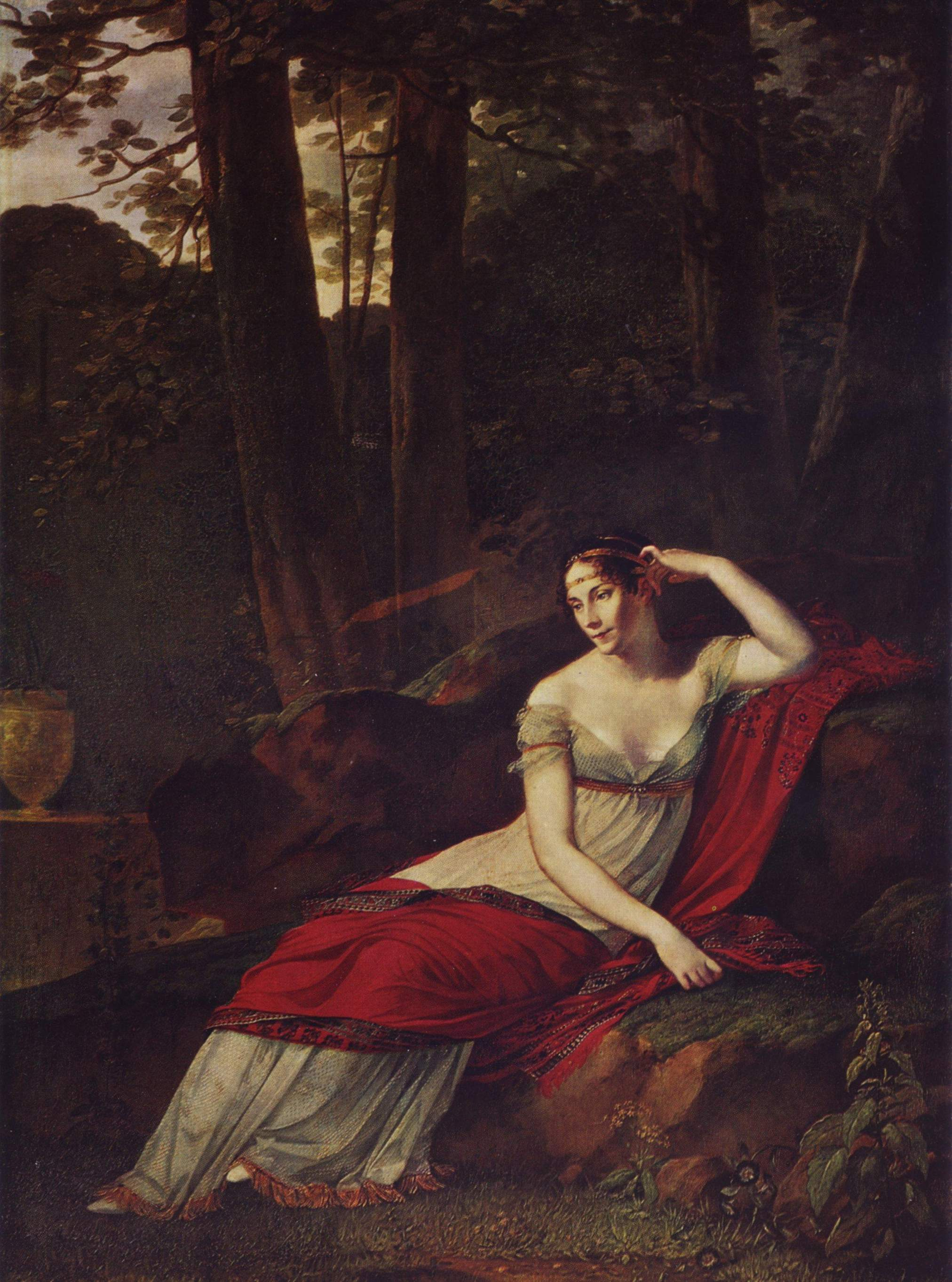
マルメゾンの庭園に腰掛けるジョゼフィーヌ。ピエール＝ポール・プリュードン画

マルメゾン城（マルメゾンじょう、フランス語: Château de Malmaison）は、フランスのパリ西部近郊リュエイユ＝マルメゾンにある城。ジョゼフィーヌ・ド・ボアルネの居館であり、テュイルリー宮殿とともに1800年から1802年までフランス政府機能がおかれた。

## 城館
マルメゾンという名称の語源はよく知られていない。マルメゾンとは「悪しき家」という意味であり、ラテン語ではマラ・ドムス（Mala Domus）となる。一般的には中世において山賊やノルマン人の侵入をしばしば経験したことがその名の由来と考えられている。
この屋敷は徐々に手を加えられ、18世紀の間には簡素で際立つ特色のない小さな城となっていた。
1799年4月21日、ナポレオン・ボナパルトの妻ジョゼフィーヌ・ド・ボアルネがジャン・シャノリエの助言に基いて銀行家ジャック=ジャン・ル・クトゥル・ドゥ・モレからこの城を購入したことにより、マルメゾン城はフランス史に登場することとなった。当時マルメゾンは土地としては荒れており、パリ中心部から西13キロメートルに位置する森と牧草地からなる約0.61平方キロメートルの地所であった。購入額は30万フランをはるかに超え、大規模な修繕の必要もあった。
エジプト遠征から帰国したナポレオンは、妻が自らのエジプト遠征の戦果を当てにしてこのような高い邸宅を買ったことに怒りを露わにしたといわれる。
ナポレオンは自らの建築家シャルル・ペルシエおよびピエール=フランソワ=レオナール・フォンテーヌに命じて城館の改修を行い、当世風の装飾を加えさせた。城館はテュイルリー宮殿とともに執政政府時代の政府要衝となり、ナポレオン自身も1809年にジョゼフィーヌと離婚するまでたびたび滞在していた。
ナポレオンとの離婚後、ジョゼフィーヌは年500万フランの年金などと共にマルメゾンを自らの所有とし、以降はこの城はジョゼフィーヌの居館として1814年にロシア皇帝を迎えるなどしている。ジョゼフィーヌは1814年5月29日この地で没した。
ナポレオンは1815年のワーテルローの戦いの敗北後、セントヘレナ島へ追放されるまでの期間にマルメゾンに一時期滞在している。
ジョゼフィーヌの死後にマルメゾンを相続したのは、彼女の長男ウジェーヌ・ド・ボアルネであった。ウジェーヌの妻オーギュスタは、夫の死後1828年に城を銀行家ヨナス・ハーゲルマンへと売却した。
1842年、スペイン王妃マリア・クリスティーナ（イサベル2世の母）がマルメゾンを購入し、自身の住宅とした。そしてナポレオン3世時代の1861年に再び売りに出された。
普仏戦争後、マルメゾンの内部はプロイセン軍の掠奪を被り、城内は兵舎として使用された。1877年にフランス政府は不動産業者に庭園を売却、庭園の大部分はこの業者により分譲された。1896年、モロッコ系の富豪ダニエル・イッフラが城および6ヘクタールにまで縮小していた庭園を購入して修復し、これらは後に彼のナポレオン関連コレクションとともに政府に譲渡された。
現在、城の内部は国立博物館となっており、総裁政府時代から第一帝政時代までの内装を観ることができる。野戦の幕屋の形状をした議場および図書室が見所であり、見学の所要時間は半日ほどである。

## 庭園
ジョゼフィーヌは、この土地を「ヨーロッパで最も美しく興味深い庭園、よき洗練のモデル」とすることに精力を注ぎ、世界各地の珍しい外来動物など様々な動植物を熱心に収集した。ジョゼフィーヌは「マルメゾンが近い将来全フランスの豊かさの源となることを願っています」と書いている。 
ジョゼフィーヌは1800年に300本のパイナップルを収容可能なオレンジ栽培温室を建設、その5年後にはさらに1ダースの石炭ストーブを使用した温室の建設を命じている。1803年から1814年に没するまでの間に、ジョゼフィーヌはほぼ200種の新しい植物をフランスで初めて栽培した。
マルメゾンのバラ園の評価は高く、ジョゼフィーヌがお抱えのベルギー人画家ピエール＝ジョゼフ・ルドゥーテ（1759年-1840年）に描かせた庭園のバラ(およびユリ)の博物画は非常な好評を博し、現在でも販売されている。彼女の故郷マルティニーク島や世界各地から集めたバラのコレクションは膨大なものであり、栽培されたバラは250種にのぼる。以下は『マルメゾンの庭園』Jardin de la Malmaison（1803年）に付された緒言である。
庭園に放たれた様々な鳥や動物も庭園を豊かなものにしていた。ジョゼフィーヌがマルメゾンで過ごした最盛期には、カンガルー、コクチョウ、シマウマ、ヒツジ、ガゼル、ダチョウ、シャモア、アザラシ、レイヨウ、リャマといった動物がいた。
ジョゼフィーヌの没後、726ヘクタールの庭園の管理はボアルネ家と親しかった植物学者エティエンヌ・スランジュ=ボダンに引き継がれ、彼によって現在見られるマルメゾン城周囲の庭園、プチト・マルメゾン庭園、およびボワ=プレオ城庭園が整えられた。